# Le Labyrinthe de l'injustice
Le Labyrinthe de l'injustice (Hunt for the Labyrinth Killer) est un téléfilm américain réalisé par Hanelle M. Culpepper et diffusé le 3 août 2013 sur Lifetime.

## Synopsis
Une avocate voit sa vie basculer quand son père, juge à la retraite, est soupçonné d'être un terrible tueur en série : elle décide de le défendre, et enquête.

## Fiche technique
- Titre original : Hunt for the Labyrinth Killer
- Réalisateur : Hanelle M. Culpepper (en)
- Scénario : Steven Palmer Peterson d'après une histoire de Johnson Chan
- Photographie : Charles DeRosa
- Musique : Jeff Toyne (en)
- Langue originale : anglais
- Durée : 87 minutes
- Date de diffusion :
  -  France : 1er avril 2014 sur TF1

## Distribution
- Amanda Schull (VF : Charlotte Marin) : Shelby Anderson
- Michael Nouri (VF : Guy Chapellier) : Galen Anderson
- Coby Ryan McLaughlin (VF : Stéphane Pouplard) : Mike Holland
- Gina Gershon : Karen Donovan
- Anne Ramsay (VF : Martine Irzenski) : Lisa Couphon
- Eric Schneider (VF : Alexandre Nguyen) : Freddy Cook
- John Kapelos : Détective Brady
- Joanna Miles : Pat Spencer
- Daniel Lench : James Ogden
- Valerie Wildman : Beth Harrington
- Lilah Richcreek : Icarus
- Will Blagrove : Charles Lott
- James Avery : le juge Parsons

## Accueil
Le téléfilm a été vu par 1,452 millions de téléspectateurs lors de sa première diffusion.